# 達拉斯城 (伊利諾伊州)
達拉斯城（英語：Dallas City）是一個位於美國伊利諾伊州漢考克縣和亨德森縣的城市。

## 地理
達拉斯城的座標為40°38′12″N 91°09′55″W / 40.63667°N 91.16528°W，而該地的平均海拔高度為166米（即545英尺）。

## 人口
根據2010年美國人口普查的數據，達拉斯城的面積為8.48平方千米，當中陸地面積為6.15平方千米，而水域面積為2.33平方千米。當地共有人口945人，而人口密度為每平方千米111.44人。